# Pokhara

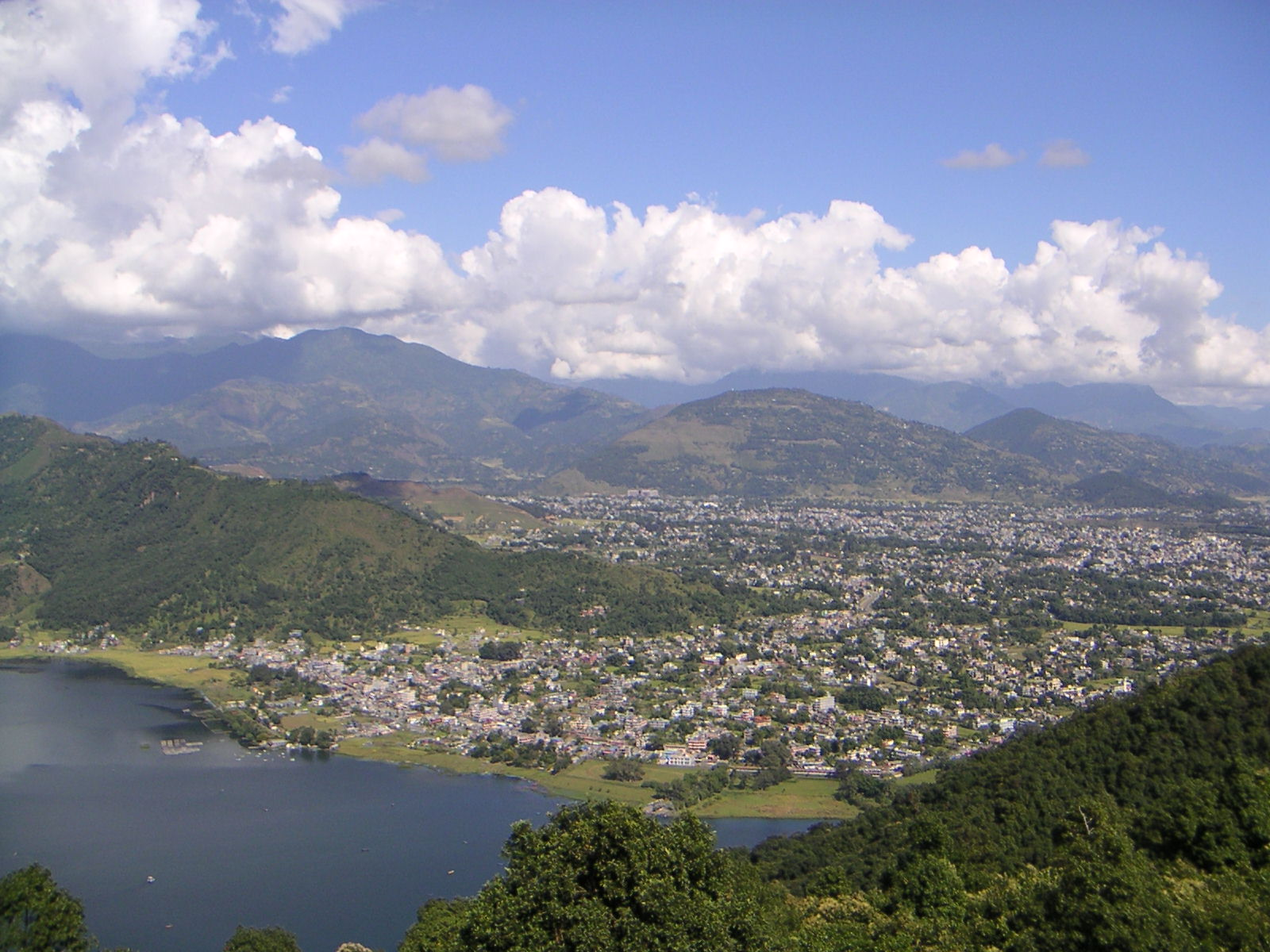
Utsikt över Pokhara söderifrån, sett från Världsfredsstupan.

Pokhara (nepali: पोखर) är den främsta turistorten i Nepal, belägen 210 kilometer väster om Katmandu. Staden är administrativ huvudort för distriktet Kaski och beräknades ha 329 424 invånare 2015, vilket gör den till Nepals näst största stad.
Staden ligger i Pokharadalen på 900 meters höjd, och har subtropiskt klimat. Vid staden ligger sjön Phewa Thal. Staden är omgiven av Annapurnabergen och bergslandskapet domineras av den 6 977 meter höga tvillingtoppen Macchapucchare ("Fisksvansberget").
Historiskt var Pokhara huvudstad i staten Kaski, som på 1600-talet var en av de starkaste bland Chaubisi Raya, de 24 kungadömen som fanns i den delen av landet. Pokhara var ett viktigt centrum längs en av handelsvägarna mellan Indien och Tibet. Då den gamla delen av staden brann 1949 förstördes alla viktiga historiska byggnader.
Pokhara är ett viktigt centrum for turismen i Nepal, och är utgångspunkt för turer till bland annat Annapurna. Den är förbunden med Katmandu via riksvägen Prithvi Rajmarg.